# Psofoda barbablanc
El psofoda barbablanc (Psophodes olivaceus) és una espècie d'ocell de la família dels psofòdids (Psophodidae).

## Hàbitat i distribució
Habita l'espesura de la selva pluvial del nord-est de Queensland des de Cooktown i Atherton cap al sud fins Townsville. Des del sud-est de Queensland, cap al nord fins l'àrea de Rockhampton i, cap al sud, a través de l'est de Nova Gal·les del Sud fins al sud-est de Victòria, cap a l'oest fins Melbourne.